# Henry Georges Fourcade
Henry Georges Fourcade (1865, Burdeos – 1948, Witte Els Bosch, Sudáfrica) (o Henri Georges Fourcade, Georges Henri Fourcade), fue un agrimensor, ingeniero forestal, botánico, pionero de la fotogrametría, y estudioso de la flora de El Cabo.

## Primera etapa
Nació en 16, Rue de Treuils, Burdeos, hijo de Justin Jadé Fourcade y de Marie Prat. Tuvo una hermana mayor, Marie Jeanne. Su padre era un comerciante en general, que pronto se trasladó a Yokohama, Japón, convirtiéndose en importador de vinos y licores. La familia vivía en Bund núm. 10, frente al mar. Con doce años, regresó a Francia para terminar su educación secundaria, obteniendo un certificado escolar justo después de cumplir catorce años, ganando un primer premio en ética, así como otro en física y química. Al año siguiente asistió al Technikon y obtuvo buenos resultados en inglés, francés, alemán, aritmética, química, y comercio. A fines de 1880, Mrs. Fourcade, por razones desconocidas, zarpa rumbo a Table Bay, en Colonia del Cabo; y ella retornó a Francia, uno o dos años más tarde, aunque sus hijos se quedaron en Ciudad del Cabo. Henry Georges se enroló en la South African College, haciendo un curso en teoría de la Agrimensura.

## Forestales
En julio de 1882, cuando acababa de cumplir 17 años, Fourcade tuvo un empleo en el Departamento de Montes, bajo el marco del primer superintendente de bosques y maderas, el conde de Vasselot Médéric de Regne, originario de la Escuela Nacional Francesa de Bosques en Nancy. Estudió ciencias forestales y de la gestión, adquiriendo conocimientos sobre clima, suelos y árboles autóctonos. De Vasselot se jactaba de los avances logrados por su protegido, y puso a Fourcade a cargo del herbario departamental. Pocos meses después, fue enviado a Knysna, con la tarea de inventariar y, a continuación sectorizar al bosque en partes manejables. Realizó ese trabajo bien, formando a los marcadores de madera, para cumplir las nuevas regulaciones que habían entrado en vigor y que fueron diseñados para que el bosque fuera sostenible. Esa exposición temprana a la parte práctica de aserrío, y la ordenación forestal se convertiría en años en muy valiosas en el futuro, cuando él tuvo su propio negocio de aserradero. En una época de tala indiscriminada de árboles, hizo hincapié en los riesgos inherentes a alterar el equilibrio de la naturaleza por la tala de uno o dos especies de árbol, señalando que tales cortes selectivos socavarían el principio de la eliminación de plantas maduras, para mejorar las condiciones para el crecimiento de los ejemplares jóvenes en el bosque. Hacia 1886, el área seccionada bajo Fourcade subió de 12 a 814 ha, superando a sus colegas. En su reporte anual, propuso una pocas asignaciones que se aplicarían, de buena fe, a leñadores, cerca del que luego sería un yacimiento de oro de Millwood.
En 1876, se había descubierto oro en la selva montana de Knysna y los montes Amatole. Los prospectores acudieron a la zona y una ciudad rápidamente se levantó: tenía una oficina de correos, seis hoteles, tres periódicos, varias tiendas y una corte judicial. El impacto sobre el bosque fue muy dramático. Fourcade tuvo que ver, más o menos impotente, cómo hasta 600 hombres vivían en el bosque, con el robo de mucha madera. El conservador de Knysna tenía limitada jurisdicción sobre las masas boscosas, hasta que fue aprobada la Ley Forestal de 1888. En el ínterin, se toleró la ruina de las tierras forestales, por el Comisionado de la Administración Maximilian Jackson, que muchas veces se encontró en desacuerdo con Fourcade. Y se convertiría en un patrón en la vida más tarde, Fourcade, que no eludió la confrontación, decía lo que pensaba con claridad y una vez dada una respuesta cortante y punzante al Comisionado que llevó a acusaciones de "insolencia y conducta insubordinada". A pesar de ello, la calidad de su trabajo impresionó a sus oponentes. Fourcade fue puntilloso y parecía tener poco tiempo para tontos. Esos rasgos de carácter le valieron amplias dificultades durante su larga vida, pero a pesar de eso, nunca flaqueó en motivaciones. Era muy bueno en la comunicación escrita y en ocasiones continuó librando batallas mucho después de que la otra parte había admitido la derrota. La última ronda del enfrentamiento con el Comisionado, se concluyó lo siguiente: "Estoy seguro de que el señor Jackson tiene tacto suficiente si lo elige para que yo pueda evitar más fricciones" (Storrar, 1990, p. 28). El Sr. Jackson probablemente hizo uso de mucho tacto, ya que unos años más tarde invitó a unirse a él Fourcade para el almuerzo con el gobernador, 1.er visconde Alfred Milner y el Mayor de Knysna, un evento exclusivo para sólo cuatro personas. Todo lo que estaba todavía en el futuro. En ese momento, existía la preocupación pública sobre el agotamiento de los bosques de la Colonia Natal. La solicitud había sido hecha al Gobernador para la asistencia de expertos y asesoramiento. De Vasselot había querido ir él mismo, con Fourcade como su primer asistente, pero el plan fracasó cuando el Gobierno de Natal no proporcionó los suficientes fondos.

### Reporte de Forestaciones en Natal
En marzo de 1889 Fourcade fue a Natal por su cuenta, con un mandato de reportar sobre la condición de los bosques indígenas de Crown o Trust lands; para asesorar sobre la viabilidad de la creación de bosques artificiales, e informar sobre el suministro de madera para uso de los ferrocarriles. A su llegada a Durban, fue recibido por: el botánico John M. Wood, que le proporcionó su clave de análisis de plantas de Natal, el Coronel J. Bowker, un agudo naturalista y escritor, y por Richard Vause, cofundador del periódico Natal Mercury y también el pasado Mayor de Durban - todos aguardándolo. Ese bien puede haber sido el período más armoniosa en la vida de Fourcade. Fue sin duda el punto culminante de su carrera como oficial silvicultor. Fue recibido por el Gobierno de Natal, teniendo en cuenta el transporte; fue miembro de varios clubs, presentó a todos los magistrados de los distritos incluidos en su cartera y tenía los talleres del ferrocarril a su disposición. Tenía libertad para utilizar sus habilidades y conocimientos, sin trabas de nadie, y rápidamente demostró una inmensa capacidad para el trabajo duro. El trabajo incluyó la inspección de cada bosque climático, altitud media, área y extensión, suelos, rocas, especies de árboles y crecimiento areal. Tuvo que evaluar magnitudes de daños por la explotación, el agotamiento por incendio, rozados; y por los constructores locales de chozas de pastores y por los animales de pastoreo. La calidad de la prosa en los informes, muestra que era un apasionado del estado de los bosques: reconstruía cómo determinadas secuencias de acontecimientos tuvieron que haber ocurrido para el estado de los bosques que encontró. Tomó cerca de 300 muestras de madera, de alrededor de 70 especies de árboles para la prueba. El Reporte sobre los Bosques de Natal, publicado el 3 de diciembre de 1889, domina tanto los informes previos y posteriores de otros autores. Se analizan los bosques de Natal, su utilidad y protección, y la gestión, así como las plantaciones, y la organización del personal y obras. Contiene una lista de 167 especies de árboles autóctonos de Natal; constantes de mecánica determinada por la dureza, densidad, coeficiente de elasticidad, límite de elasticidad, esfuerzo de ruptura; notas sobre la preparación de la madera y la fabricación de traviesas de ferrocarril; una lista de árboles con alto contenido de taninos de corteza, las mediciones de las tasas de crecimiento de árboles autóctonos, las mediciones de la madera, recomendaciones para la vegetación de otros países que sería adecuado para la aclimatación en Natal como vegetación de bosque, la altitud a la que viven alrededor de 91 especies de árboles exóticas; las estadísticas de las importaciones de madera para la década 1880 a 1889, así como un breve extracto de la "disminución de lluvias", que el gobernador había solicitado, en relación con la teoría de que podría haber un vínculo entre las manchas solares y la lluvia. Todo el trabajo se hizo en 10 meses. Fourcade tenía 24 años de edad. El informe se presentó en el Parlamento y tuvo una respuesta entusiasta:

De todos los documentos oficiales que se han presentado ante el Consejo Legislativo, en este período de sesiones, con mucho el más interesante es el "Report of the Natal Forests" del Sr. H. G. Fourcade del Servicio del Cabo, que fue designado a principios del pasado año para realizar el trabajo de la que este informe es la representación y resultado .... Nadie que lea este informe,  puede poner en duda su competencia para completar la tarea comprometida con él. Ha producido una monografía de utilidad inmediata, un interés absorbente, de valor permanente. Hemos leído las 95 páginas del informe con constante atención y prestación, y que es más de lo que podría decirse de la mayoría de los libros oficiales. Estas páginas están impregnadas de materia instructiva, y sugerente que es imposible tomar como un estudio somero de ellas en esta columna. Para ser apreciado y comprendido, como tiene que ser, debe ser leído todo el informe .
Storrar 1990, p. 38

Casi todas sus recomendaciones fueron adoptadas: el nombramiento de un curador de los bosques; y se aprobó una proclama protegiendo a "ironwood", "stinkwood", "yellowwood", y los bosques fueron cerrados durante 16 meses. A Fourcade se le ofreció el nuevo cargo, pero lo rechazó y volvió a Ciudad del Cabo. Un año más tarde, el informe aún estaba en las noticias, en concepto de la única publicación del gobierno nunca vista; y que podía analizarse "en un viaje en ferrocarril para aliviar la monotonía de los viajes en la línea de Natal" (Storrar 1990, p. 39, cita de Natal Witness).
A su regreso, el ambiente de trabajo de Fourcade cambió con un colega de más edad que se retiró y otro que murió. En la reorganización departamental que siguió, se le prometió el cargo de curador a cargo de las Encuestas, y decidió completar su largo aplazado al examen práctico de Agrimensura. Eso pasó, pero el acuerdo fracasó cuando un colega más joven fue nombrado en su lugar y Fourcade volvió a Knysna, todavía sin completar todos los requisitos de calificación de Agrimensor de Tierras. Fourcade se quedaría con el Departamento de Montes en otra década, pero, como muestran los acontecimientos posteriores, su carrera como Oficial Forestal fue más efectiva.

## Topografía y agrimensura
Entre los años 1891 a 1899, Fourcade fue empleado esencialmente como agrimensor, delimitando el área de bosque de Knysna. En marzo de 1892, tuvo una inspiración para intentar un ejercicio delicado y experto en topografía más alta. Eso normalmente sólo se permitiría a un agrimensor de gran experiencia y especialmente capacitado. Fourcade se impuso la tarea de realizar la triangulación de la zona secundaria Outeniqua-Zitzikamma, con el fin de poner a prueba su idea de conectar todos los estudios forestales a la "Red Geodésica de la Colonia. Requirió libros y tablas matemáticas del Comisionado Auxiliar y se sumergió en el trabajo. En el mismo año, también presentó un primer modesto documento a la South African Philosophical Society, que tuvo que ver con mediciones de ángulos repetitivos en el trabajo de triangulación. Y pronto se convirtió en un miembro. La Sociedad (así como su sucesora, la Sociedad Real de África del Sur) le publicaron finalmente 14 de sus papeles, en un período de 50 años, a pesar de una relación a veces tensa.
- El Outeniqua - Parque nacional de Tsitsikamma - Langkloof secondary triangulation
- Las triangulaciones secundarias Sandflats - Alexandria
- La carta de 1904 de Devil's Peak, revisitada en 1985
- Topografía de tierras privadas

## Financiamiento de la Independencia
- Agricultura en Ratel's Bosch
- Zitzikamma Saw Mill
- Witte Els Bosch
- Fourcade Bequest

## Botánica
Fourcade había recolectado esporádicamente en la década de 1880s y también durante la visita a Natal. Lamentablemente, sus especímenes se perdieron. En 1905, comenzó un herbario personal; y en 1910, había reunido varias cientos de especies, siendo un coleccionista entusiasta. No fue sino hasta 1920, cuando tenía 55 años, que Fourcade tomó en serio a la Botánica, por invitación de Selmar Schonland, que estableció el Departamento de Botánica en la Rhodes University. En los próximos 20 años sería colaborador con una serie de herbarios, construyendo estrechas relaciones profesionales con los botánicos líderes de la época y convirtiéndose en el principal coleccionista de la región florística de El Cabo Sur.
- Herbario Bolus
- Kew Gardens

### Especies botánicas nombradas por Fourcade
- Acanthaceae: Justicia acuta (C.B.Clarke) Fourc., Justicia rubicunda (Hochst.) Fourc.
- Aizoaceae: Ruschia stenophylla (L.Bolus) L.Bolus ex Fourc.
- Aloaceae: Haworthia chloracantha var. monticola (Fourc.) Halda, Haworthia monticola Fourc., Haworthia monticola var. asema M.B.Bayer
- Apiaceae: Centella verticillata (Thunb.) Fourc.
- Apocynaceae: Carissa cordata (Mill.) Fourc.
- Asclepiadaceae: Tylophora cordata (Thunb.) Fourc.
- Asphodelaceae: Bulbine altissima (Mill.) Fourc.
- Asteraceae: Aster corymbosus (Harv.) Fourc., Aster corymbosus Dryand., Aster outeniquae Fourc., Aster venustus Fourc., Aster westae Fourc., Berkheya echinopoda (DC.) Fourc., Elytropappus cernuus (Thunb.) Fourc., Felicia westiae (Fourc.) Grau, Hertia kraussii (Sch.Bip.) Fourc., Ifloga glomerata (Harv.) Fourc., Osteospermum decumbens Fourc., Pentzia pilulifera (L.f.) Fourc., Peyrousea umbellata (L.f.) Fourc., Pteronia teretifolia (Thunb.) Fourc., Senecio denticulatus (Thunb.) Fourc., Senecio dissidens Fourc., Senecio dumosus Fourc., Senecio litorosus Fourc., Senecio othonniformis Fourc.
- Brassicaceae: Brachycarpaea capensis (L.) Fourc., Heliophila cornigera Fourc.
- Campanulaceae: Lobelia sylvatica Fourc., Prismatocarpus rogersii Fourc., Prismatocarpus virgatus Fourc.
- Chenopodiaceae: Arthrocnemum africanum Moss ex Fourc., Arthrocnemum heptiflorum Moss ex Fourc., Arthrocnemum perenne (Mill.) Moss ex Fourc.
- Convolvulaceae: Cuscuta alpestris Fourc.
- Crassulaceae: Cotyledon flavida Fourc., Cotyledon leucothrix (C.A.Sm.) Fourc.
- Cucurbitaceae: Kedrostis angulata (Berg.) Fourc.
- Cyperaceae: Ficinia dispar (Spreng.) Fourc., Ficinia marginata (Thunb.) Fourc., Ficinia pseudoschoenus (Steud.) Fourc., Scirpus striatus (Nees) Fourc.
- Frankeniaceae: Frankenia repens (Bergius) Fourc.
- Geraniaceae: Pelargonium gracillimum Fourc., Pelargonium mollicomum Fourc.
- Hyacinthaceae: Dipcadi brevifolium (Thunb.) Fourc., Lachenalia haarlemensis Fourc., Lachenalia subspicata Fourc., Massonia modesta Fourc., Ornithogalum capillifolium Fourc., Ornithogalum limosum Fourc., Ornithogalum petraeum Fourc.
- Hypoxidaceae: Spiloxene alba (L.f.) Fourc., Spiloxene aquatica (L.f.) Fourc., Spiloxene minuta (L.f.) Fourc., Spiloxene trifurcillata (Nel) Fourc.
- Iridaceae: Anapalina longituba Fourc., Hesperantha linearis (Jacq.) Fourc., Tritonia chrysantha Fourc., Tritoniopsis longituba (Fourc.) Goldblatt
- Leguminosae: Cyclopia aurea Fourc., Indigofera glabella Fourc., Indigofera grisophylla Fourc., Indigofera pappei Fourc., Indigofera rhodantha Fourc., Psoralea heterosepala Fourc., Vigna debilis Fourc.
- Orchidaceae: Acrolophia capensis (P.J.Bergius) Fourc., Acrolophia capensis (P.J.Bergius) Fourc. var. lamellata (Lindl.) Schelpe, Herschelia lacera (Sw.) Fourc.
- Plantaginaceae: Plantago litoraria Fourc.
- Poaceae: Afrachneria steudelii (Nees) Fourc., Panicum stapfianum Fourc.
- Polygalaceae: Muraltia mitior (Bergius) Levyns ex Fourc.
- Proteaceae: Leucadendron album (Thunb.) Fourc., Leucadendron laureolum (Lam.) Fourc., Leucospermum cordifolium (Knight) Fourc., Leucospermum phyllanthifolium (Knight) Fourc., Paranomus reflexus (Phillips & Hutch.) Fourc., Protea eximia (Knight) Fourc., Protea lorifolia (Knight) Fourc.
- Rafflesiaceae: Cytinus sanguineus (Thunb.) Fourc.
- Rhamnaceae: Phylica curvifolia (C.Presl) Pillans ex Fourc.
- Rutaceae: Agathosma cryptocarpa Fourc., Agathosma phylicoides Fourc., Agathosma puberula (Steud.) Fourc., Agathosma unicarpellata (Fourc.) Pillans, Barosma unicarpellata Fourc.
- Sapindaceae: Allophylus spicatus (Thunb.) Fourc.
- Scrophulariaceae: Diascia patens (Thunb.) Grant ex Fourc., Nemesia denticulata (Benth.) Grant ex Fourc., Sutera atrocaerulea Fourc., Sutera tenuifolia (Bernh.) Fourc.
- Solanaceae: Solanum macowani Fourc.
- Sterculiaceae: Hermannia lacera (E.Mey. ex Harv.) Fourc.
- Thymelaeaceae: Lachnaea glomerata Fourc.
- Urticaceae: Australina caffra (Thunb.) Fourc.

## Fotogrametría
- Invención de un método estereoscópico de agrimensura fotográfica
- Teorema de Fourcade Correspondence
- Patentes & instrumentos
- MI4 y reconocimiento aerográfico

## Honores
- Doctor Honorario de Ciencias, Universidad de Ciudad del Cabo, 1930
- Doctor Honorario de Ciencias, Universidad de Sudáfrica, 1947

### Epónimos
- Amphithalea fourcadei Compton, era Coelidium fourcadei Compton
- Aspalathus fourcadei L.Bolus
- Babiana fourcadei G.J.Lewis
- Carpobrotus deliciosus (L.Bolus) L.Bolus previamente Carpobrotus fourcadei var. alba, var. fourcadei L.Bolus[1]
- Centella fourcadei Adamson[2]
- Corymbium fourcadei Hutchinson[3]
- Cotyledon fourcadei Schönland ex Poelln.[4]
- Dianthus basuticus Burtt Davy subsp. fourcadei Hooper
- Erica angulosa E.G.H.Oliv. previamente Acrostemon fourcadei Guthrie o Simocheilus fourcadei (L.Guthrie) E.G.H.Oliv.
- Erica glandulosa Thunb. subsp. fourcadei ( L.Bolus ) E.G.H.Oliv. & I.M.Oliv. previamente Erica fourcadei L.Bolus
- Eugenia fourcadei Dummer
- Geissorhiza fourcadei (L.Bolus) G.J.Lewis previamente Acidanthera fourcadei L.Bolus
- Gladiolus fourcadei (L.Bolus) Goldblatt & M.P.de Vos previamente Antholyza fourcadei L.Bolus o Homoglossum fourcadei (L.Bolus) N.E.Br.)
- Gnidia fourcadei Moss
- Helichrysum fourcadei Hilliard
- Drosanthemum fourcadei Schwantes (previamente Mesembryanthemum fourcadei (L.Bolus) N.E.Br.
- Oxalis fourcadei Salter
- Pelargonium fourcadei Knuth (previamente Pelargonium praemorsum (Andr.) Dietr.)
- Phylica fourcadei Pillans
- Phylica debilis Eckl. & Zeph. var. fourcadei Pillans
- Phyllobolus splendens (L.) Gerbaulet subsp. splendens con muchos sinónimos, dos de las cuales son: Aridaria fourcadei L.Bolus[5] y Sphalmanthus fourcadei (L.Bolus) L.Bolus
- Restio fourcadei Pillans
- Ruschia fourcadei L.Bolus
- Sebaea fourcadei Marais
- Selago fourcadei Hilliard
- Simocheilus fourcadei (L.Guthrie) E.G.H.Oliv.[6]
- Sporobolus fourcadei Stent
- Struthiola fourcadei Compton
- Syzygium fourcadei Burtt Davy[7]
- Tetraria fourcadei Turrill & Schönland[8]
- Thoracosperma fourcadei Compton
- Trichodiadema fourcadei L.Bolus
- Watsonia fourcadei J.W.Mathews & L.Bolus

- El museo Fourcade en Witte Els Bosch

- El Sendero Fourcade, en la Bahía Jeffreys

- Monte Fourcade (latitud 64° 36' S longtitud 62° 30' W) en la costa oeste de Graham Land, Antártica. UK-APC, 1960

- La abreviatura «Fourc.» se emplea para indicar a Henry Georges Fourcade como autoridad en la descripción y clasificación científica de los vegetales.[9]